# Александр Великий (фільм, 1956)
«Александр Великий» — епічний фільм-драма режисера Роберта Россена (1956), що охоплює життя Александра Македонського. Хронічно цей біографічний фільм описує біографію Александра від раннього дитинства до одруження у Сузах.

## Сюжет
На Агорі, головному майдані Афін, знаменитий оратор Демосфен виголосив палку промову, закликаючи битись з царем Македонії Філіпом до кінця, а не підписувати принизливий мир, який до того ж навряд чи буде міцним. Однак з ним погоджуються далеко не всі. Опонент Демосфена — оратор Асхен, не менш красномовний. Народ вагається. А Філіп тим часом здобуває чергову перемогу.
Під час перебування у поході Філіп отримав звістку про народження у нього сина. У листі цариця Олімпіада також повідомила, що назвала сина Александром і що він — божественне дитя.
Македонська армія повернулась додому. Жрець розповів про знаки, данні богами при народженні хлопчика, що безсумнівно вказували на те, що Александр стане богом. Олімпіада також каже, що народила «бога від бога». Розлючений Філіп навіть думав наказати убити сина й дружину, але Парменіон відмовив його та попрохав помиритись із царицею та вийти до народу.
За багато років Александр повернувся з полювання, добувши левицю. Аристотель — наставник Александра — розповів, що повернувся Чорний Кліт — один з офіцерів армії Філіпа. Він розповів про нові перемоги й повідомив, що приїхав набрати й навчити нове військо. Александр і його друзі також будуть тренуватись, але чи потраплять до чинної армії — ще питання. Александр вигукнув, що його батько лише накопичує свою славу. Почались виснажливі тренування.
Згодом Філіп повернувся до Македонії. Справи його вже зіпсувались. Греки відтіснили македонську армію, а у Пеллі — столиці Македонії — повстання, до якого причетна цариця Олімпіада. Філіп був змушений призначити Александра регентом на час свого чергового походу. Царевич з друзями вирушив до Пелли.
Тим часом заколот підбурило одне з нещодавно підкорених племен. Александр придушив його й наказав перейменувати столицю переможених на свою честь, після чого вирушив до батька. Філіпу не сподобалось ані те, що син не привів війська раніше, ані що назвав на свою честь місто, ані те, що заглядається на Еврідіку.
Зранку відбулась битва при Херонеї, яку обидві сторони — і македонці, і греки — вважали вирішальною. Військо македонців перемогло. Філіп доручив сину супроводжувати до Афін попіл загиблих греків Александру, який також мав підписати мирний договір. В Афінах Александр познайомився з красунею Барсіною — дружиною полководця Мемнона Родоського. Філіп одружився з Еврідікою, яка невдовзі народила царю сина.
Пізніше Філіп був убитий. Тоді Александр наздогнав колишнього друга (Павсанія) і теж заколов його. Александр за згодою армії став царем Македонії. Він зажадав від грецьких міст визнати його головнокомандувачем об'єднаного війська, готового до виступу на Персію. Невдовзі Александр виступив у похід. Мемнон, який перейшов на бік персів, умовив Дарія застосувати тактику спаленої землі. Однак сатрапи не захотіли винищувати свої провінції й не послухались поради Мемнона. Дарій написав Александру листа, в якому назвав його хлопчаком і злодієм, надіславши йому три подарунки — м'яч, щоб Александр грав з дітьми свого віку, батіг, щоб карати його, й золота на дорогу додому.
Утім, Александр в результаті кількох успішних битв зумів узяти декілька міст і розбити армію Дарія. Останнім був знищений загін грецьких найманців під командуванням Мемнона. Узявши штурмом чергове місто, поранений Александр пішов оглядати здобич, у тому числі й полонених жінок. За кілька днів, цілковито відновивши сили, Александр вирішив відпустити флот і всіх, хто бажав повернутись. В армії залишились тільки добровольці незалежно від їхнього походження.
Війська противників знову зійшлись. Дарій, переконаний, що буде нічна атака, наказав своєму війську не спати всю ніч. Утім Александр не став атакувати. У нього в планах було оголосити «полювання» на Дарія, бо, за словами Александра, якщо загине він сам — загине лише один воїн з македонської армії, якщо ж загине Дарій — перська армія втратить керівництво й розсиплеться. Зрештою, Александр здобув вирішальну перемогу. Дарій втік, але в руках у македонського царя залишились всі скарби, а також родина Дарія. Старша дочка останнього, Роксана, спитала дозволу поховати батька, перш ніж їх усіх стратять. Александр заспокоїв жінок, сказавши, що воює за владу з Дарієм, а їм нічого не загрожує.
Александр розпочав гонитву за Дарієм, але знайшов його мертвим і жорстоко покарав його убивцю. У передсмертному листі Дарій закликав Александра виявити милість до його народу, а також взяти за дружину його дочку.
Далі був похід до Індії, країни, де раніше бували тільки боги. Але там сталось нещастя. Посварившись через дрібниці з Клітом, Александр убив його. Це стало переломом у душі царя. Він наказав іти назад. Щоб зміцнити зв'язки між греками та персами, цар влаштував масове весілля й сам узяв за дружину Роксану. Александр виголосив гарний тост, але ледь надпивши з кубку, помер, попрохавши кинути його тіло до Євфрату, щоб усі подумали, що він не помер, а повернувся до богів. Так і не назвавши імені спадкоємця, сказав тільки туманне — «Найсильнішому».

## У ролях
- Річард Бертон — Александр Македонський
- Фредрік Марч — Філіп
- Клер Блум — Барсіна
- Даніель Дар'є — Олімпія
- Баррі Джонс — Аристотель
- Гаррі Ендрюс — Дарій
- Стенлі Бейкер — Аттал
- Найол МакГінніс — Парменіон
- Пітер Кашінг — Мемнон
- Майкл Гордерн — Демосфен
- Маріса де Леса — Еврідіка
- Густаво Рохо — Кліт
- Рубен Рохо — Філотус
- Пітер Вінгард — Павсаній
- Гельмут Дантін — Нектенаб
- Вільям Сквайр — Есхін
- Фрідріх фон Ледебур — Антіпатр
- Віржиліу Тейшейра — Птолемей
- Тереза дель Ріо — Роксана
- Хуліо Пенья — Арсіт
- Хосе Ньєто — Спітрідат
- Карлос Баена — Неарх
- Ларри Тейлор — Пердікка
- Хосе Марко — Гарпал
- Рікардо Валле — Гефестіон
- Кармен Карулла — Статіра
- Ісус Луке — Арістандр
- Еллен Россен — Амітіс
- Карлос Асеведо — Ох
- Крістофер Лі — Нектенаб (голос, в титрах не зазначений)